# Apatelodidae
De Apatelodidae zijn een familie van vlinders uit de superfamilie Bombycoidea. Het typegeslacht van de familie is Apatelodes. Deze groep werd traditioneel tot de familie van de echte spinners (Bombycidae) gerekend. Naar aanleiding van fylogenetisch onderzoek waardeerde Zwick in 2008 de status van de groep op tot die van zelfstandige familie. Die visie werd in 2011 door Van Nieukerken et al. gevolgd.
Soorten uit deze familie komen uitsluitend voor in de Nieuwe Wereld.

## Geslachten
- Agriochlora Warren, 1901
- Anticla Walker, 1855
- Apatelodes Packard, 1864
  - = Hygrochroa Hübner, 1823
  - = Astasia Harris, 1841 non Astasia Ehrenberg, 1830
- Carnotena Walker, 1865
  - = Microplastis Felder, 1874
- Cheneya Schaus, 1929
- Colabata Walker, 1856
  - = Ephoria Herrich-Schäffer, 1858 non Ephoria Meyrick, 1892 (Geometridae)
- Drepatelodes Draudt, 1929
- Falcatelodes Draudt, 1929
- Olceclostera Butler, 1878
- Orgyopsis Felder, 1874
- Prismoptera Butler, 1878
- Prothysana Walker, 1855
- Tamphana Schaus, 1892
- Thelosia Schaus, 1896
- Thyrioclostera Draudt, 1929
- Zanola Walker, 1855
  - = Dorisia Möschler, 1883
- Zolessia Biezanko & Monne, 1968
  - = Compsa Walker, 1862 non Compsa Perty, 1832 (Coleoptera)
  - = Mesotages Felder, 1874 non Mesotages Foerster, 1862 (Hymenoptera)
  - = Tarchon Druce, 1887 (nomen novum voor Mesotages Felder